# 石井利雄
石井 利雄（いしい としお、1912年（明治45年）4月10日 - 2001年（平成13年）1月12日）は、日本の造船技師（専門は舶用内燃機関、造船の生産技術・品質管理などの生産管理全般）、海軍軍人（予備将校）、実業家である。最終階級は海軍中尉。従七位。とくに、戦時急造された海防艦の専門家であり、戦時中、御蔵型など40隻の海防艦を竣工させた。戦後は、南極観測船の建造にも関わった。ブロック工法（ブロック建造方式）による艦船建造の先駆者の一人。

## 経歴
佐賀県神埼市出身。生家は佐賀藩主鍋島家の藩祖以来の外戚家門石井家。初代藩主鍋島勝茂の従兄石井茂成の8代目の子孫という。
神埼市立神埼小学校を経て、佐賀県立佐賀中学校（現・佐賀西高等学校）に進学。中学卒業後、官立神戸高等商船学校機関科（現・神戸大学海事科学部）第20期に進み、首席で卒業。在校中、海軍予備生徒機関科第51期生として、海軍砲術学校、佐世保海軍工廠、霞ヶ浦海軍航空隊等で学んだ。卒業後、1936年正式に海軍予備機関少尉に任官する。
1935年、三井物産株式会社に入社し、同社船舶部（現・株式会社商船三井）が運航していた欧米航路の大型商船に乗船勤務。当時貴重な海外渡航を経験する。1938年になると、戦時体制が本格化し、海軍省より、造船技師として軍艦建造の任務への従事を命じられ、当時、海軍艦政本部の監督下にあった日本鋼管株式会社（現・JFEエンジニアリング株式会社）鶴見造船所（現・株式会社ジャパンマリンユナイテッド横浜事業所鶴見工場）に派遣されることになった。そこでは、海軍の駆潜艇や海防艦の建造に従事し、主に生産技術・品質管理などの生産管理全般を担当し、当時画期的であったブロック工法や電気溶接といった艦船建造の最新技術を研究、実用する。このとき、艦政本部四部員の遠山光一海軍技術中佐（後の日本鋼管副社長）、同本部五部員の魚住順治海軍少佐（後の海上自衛隊海将、日本鋼管顧問）らとともに海防艦の建造に従事している。また、造船所と艦政本部との調整役としても活躍した。戦時中、御蔵型、鵜来型、丙型をはじめとする海防艦合計40隻（終戦後、復員輸送艦として竣工したものを含む）の建造に従事した。海防艦は日本海軍が太平洋戦争中最も多く建造した艦種で、その数は170隻を超えるに及び、海防艦建造はまさに一大国家プロジェクトであった。石井たちは、日本に物資を運搬してくる商船団を護衛する海防艦を、急ぎ配備すべく、昼夜を問わず建造にあたり、月産5～6隻という驚異的スピードで艦を竣工させ、日本鋼管は戦時中、海防艦を最も多く建造したメーカーになった。とくに、海防艦鵜来は、石井たちが心血を注いで建造し、日本海軍初のブロック工法により建造された艦艇となった。ブロック工法は戦後の造船の主力工法として定着する。しかし、三井物産が運航する欧米航路の優秀船に乗船勤務がある石井にとって、戦時急造とはいえ、海防艦の性能的限界（優秀な商船に及ばない性能）を知りつつ、戦場に送り出し、しかも、高等商船学校の先輩・同級生・後輩たちが海防艦に乗り組んでいたこともあって、悩みながらの任務遂行となったという。
石井は1942年に海軍予備中尉に進級し、翌年官名改正により海軍中尉となり、終戦を迎える。

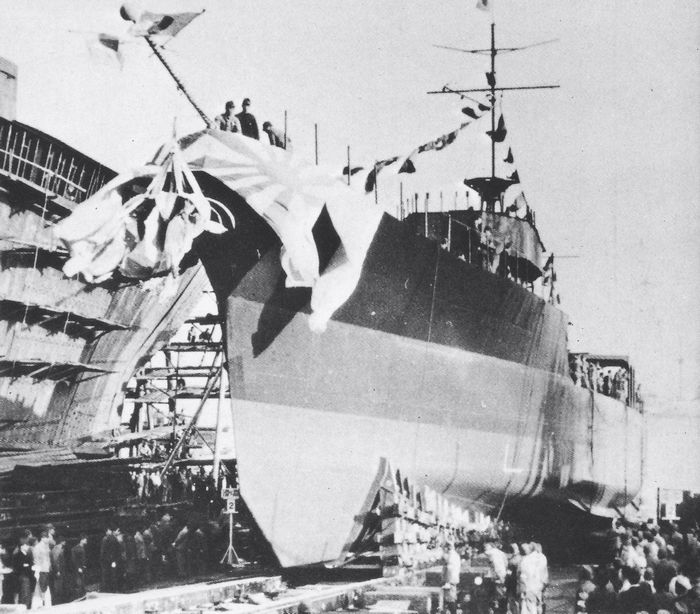
日本鋼管鶴見で進水する海防艦鵜来。日本海軍初のブロック工法により建造された艦艇。

戦後は、日本鋼管株式会社鶴見造船所検査課長、同社清水造船所造機部長、造船本部船舶部次長を歴任し、海上保安庁の巡視船、海上自衛隊の掃海艇や砕氷艦（南極観測船）をはじめ、戦後の造船好況下において、タンカーや貨物船、客船などの多種多様な商船の建造に関わった。その後、1965年系列の中堅機械メーカー日本ブラストマシン株式会社（現・JFEプラントエンジ株式会社）の常務取締役に就任。以降、専務取締役、相談役を歴任し15年にわたって同社の経営にあたり、その発展に貢献した。
2001年1月12日死去。享年88。

## 年譜
- 1912年：佐賀県神埼市神埼町に生まれる。
- 1925年：神埼市立神埼小学校を卒業し、佐賀県立佐賀中学校（現・佐賀西高等学校）に入学。
- 1930年：佐賀県立佐賀中学校を卒業し、官立神戸高等商船学校機関科第20期（現・神戸大学海事科学部）に入学。海軍予備生徒任命（機関科第51期生）。
- 1934年：海軍砲術学校練習課程修業。その他、佐世保海軍工廠や霞ヶ浦海軍航空隊に学ぶ。
- 1935年：官立神戸高等商船学校機関科を首席で卒業。三井物産株式会社船舶部（現・（株）商船三井）入社。神戸支店に配属。
- 1936年：海軍予備機関少尉任官。正八位叙位。
- 1938年：海軍省の命により、造船技師として日本鋼管株式会社（現・JFEエンジニアリング（株））鶴見造船所（現・（株）ジャパンマリンユナイテッド（横浜事業所鶴見工場）に移籍。駆潜艇、海防艦の建造に従事。

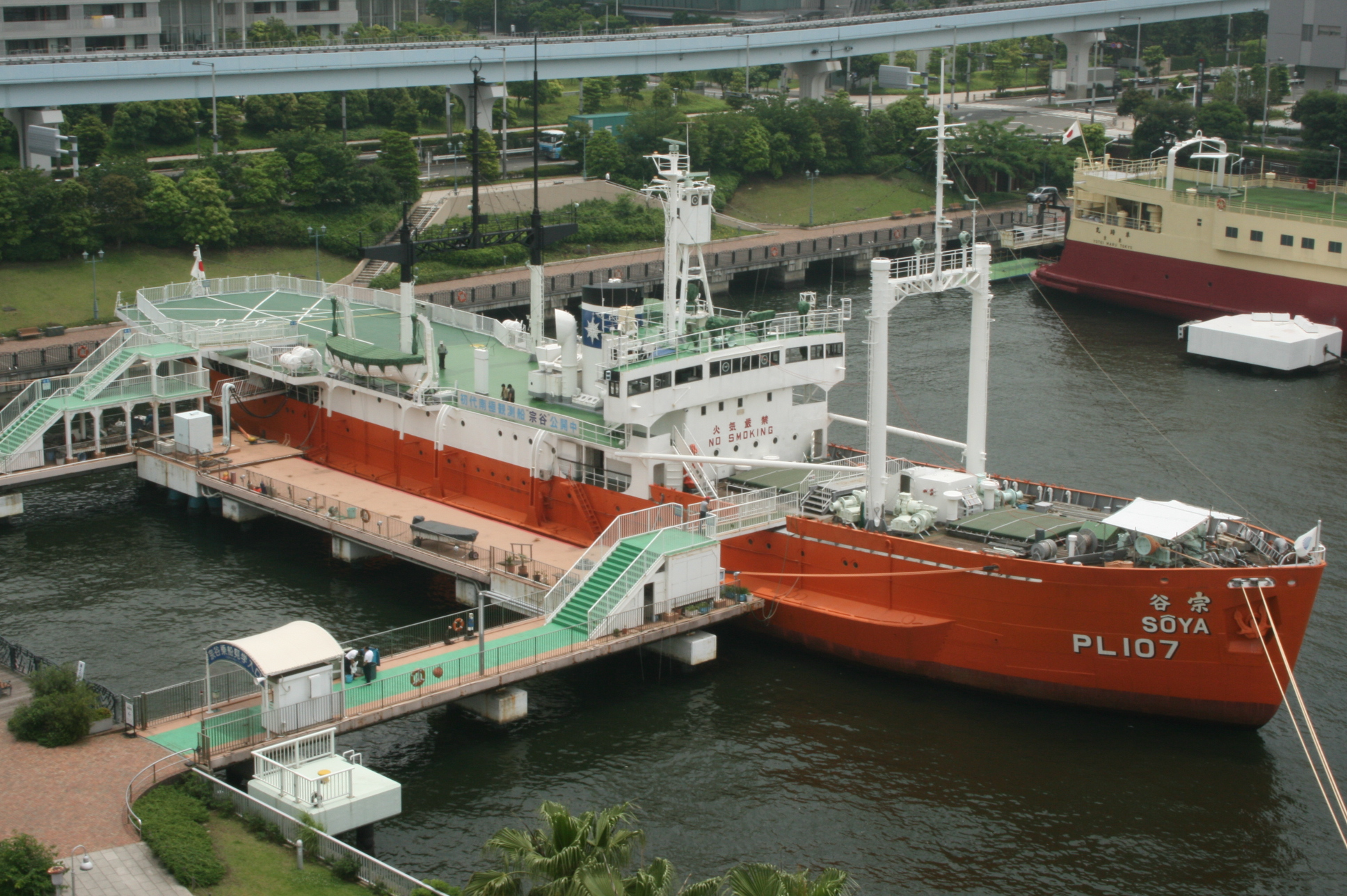
日本鋼管鶴見の浅野船渠で改修された南極観測船宗谷。

- 1942年：官名改正により海軍予備少尉となり、次いで海軍予備中尉に進級。従七位に昇叙。
- 1943年：官名改正により海軍中尉となる。海防艦御蔵が竣工、横浜鶴見冲で公試運転を担当。
- 1944年：日本海軍初の本格的なブロック工法により建造された海防艦鵜来が竣工。
- 1945年：海軍中尉で終戦。海軍の解体に伴い廃官。終戦後、復員輸送艦の建造の傍ら、GHQ調査官との折衝に従事。
- 1946年：日本鋼管株式会社鶴見造船所検査課長就任。
- 1956年：南極観測船宗谷改修工事の最終検査を担当。
- 1957年：同社清水造船所造機部長就任。
- 1964年：同社本社造船本部船舶部次長兼技術担当部長に就任。南極観測船ふじの建造に従事。

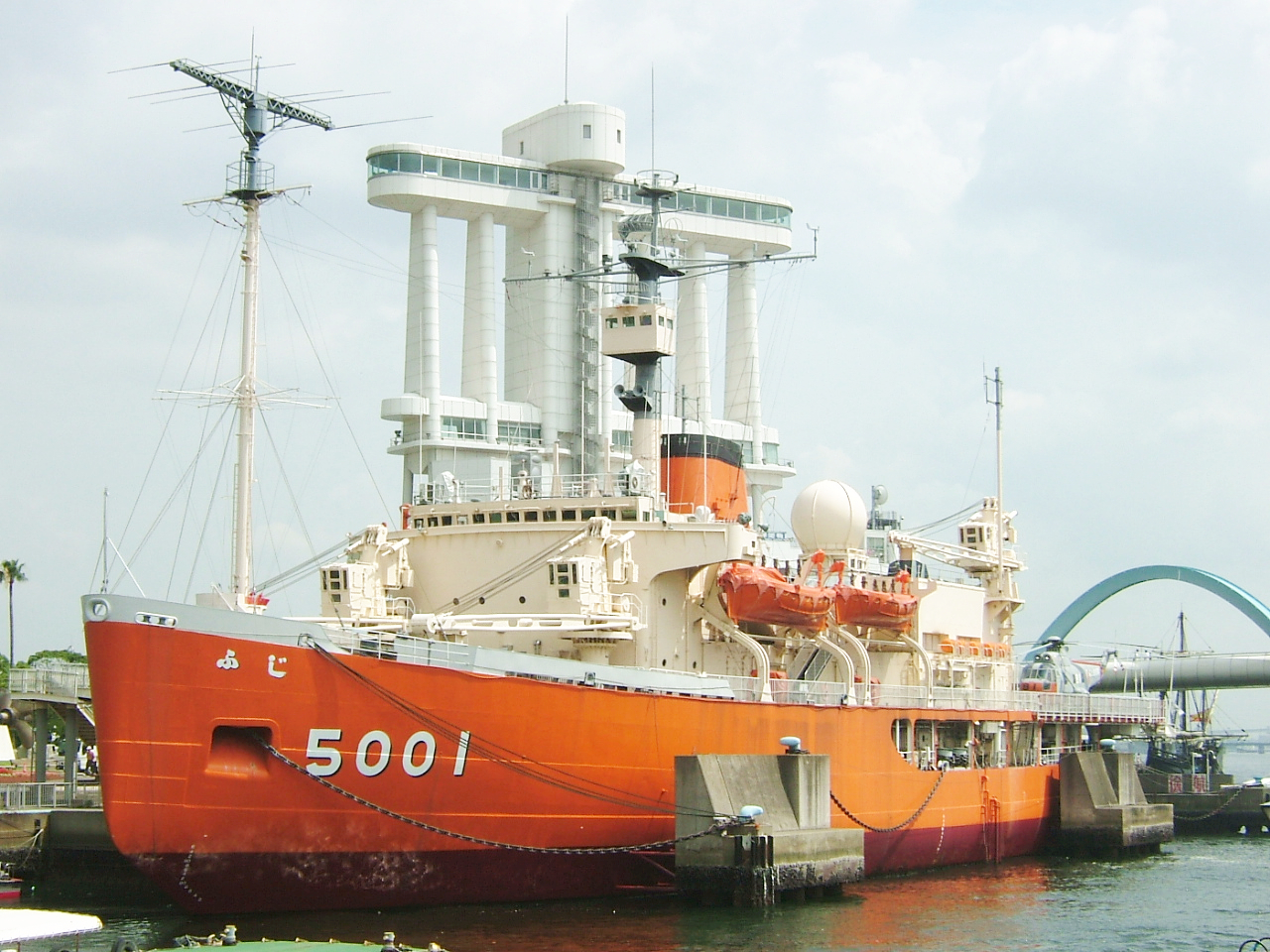
日本鋼管鶴見で建造された南極観測船ふじ。

- 1965年：日本ブラストマシン株式会社（当時は日本金属粉末（株）、現・JFEプラントエンジ（株））常務取締役就任。
- 1972年：同社専務取締役就任。
- 1980年：退任。
- 2001年：死去。

## 建造を担当した海軍艦艇
- 駆潜艇
  - 第四号型駆潜艇…第6号、第7号、第10号、第11号（4隻）
  - 第一三号型駆潜艇…第13号、第16号、第18号、第26号（4隻）
  - 第二八号型駆潜艇…第28号、第32号、第38号（3隻）
- 海防艦

- - 占守型海防艦…国後（1隻）
  - 択捉型海防艦…佐渡、対馬（2隻）

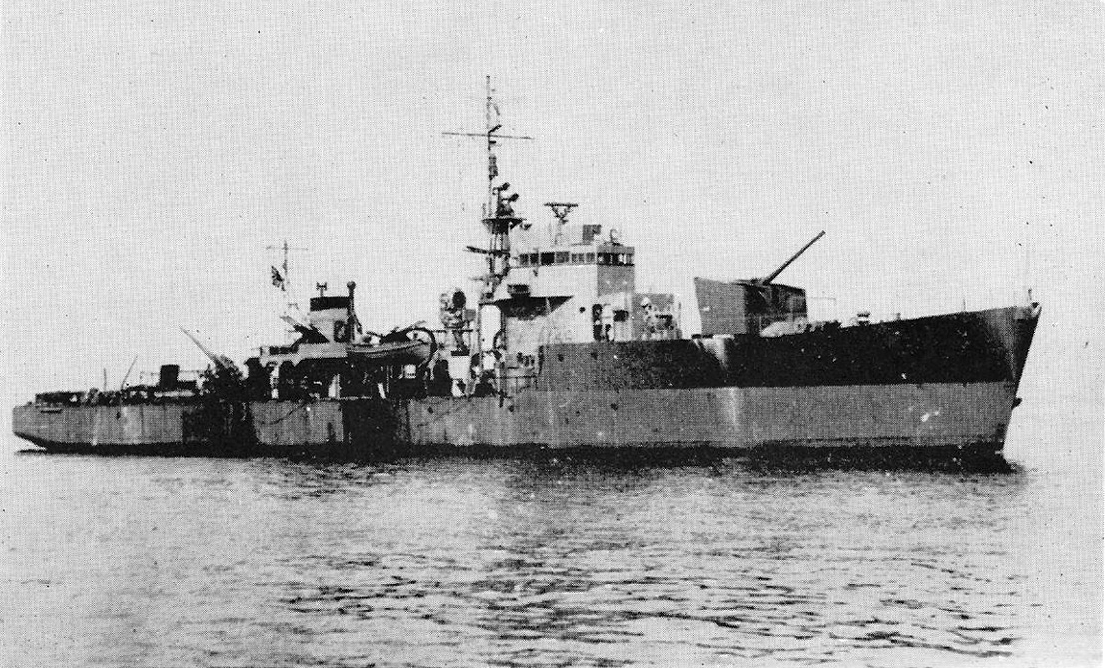
日本鋼管鶴見で石井たちが建造した丙型海防艦17号。

  - 御蔵型海防艦…御蔵、三宅、倉橋、千振、草垣（5隻）
  - 鵜来型海防艦…鵜来、沖縄、奄美、粟国（4隻）
  - 丙型海防艦…第5号、第7号、第13号、第15号、第17号、第19号、第25号、第29号、第31号、第33号、第35号、第39号、第41号、第47号、第49号、第53号、第55号、第57号、第59号、第71号、第73号、第77号、第79号、第85号、第87号、（以下復員輸送艦として竣工）第97号、第105号、第107号（28隻）